# Musca intermedia
Musca intermedia este o specie de muște din genul Musca, familia Muscidae. A fost descrisă pentru prima dată de Fallen în anul 1825. Conform Catalogue of Life specia Musca intermedia nu are subspecii cunoscute.